# Epidendrum mirabile
Epidendrum mirabile är en orkidéart som beskrevs av Oakes Ames och Charles Schweinfurth. Epidendrum mirabile ingår i släktet Epidendrum och familjen orkidéer.
Artens utbredningsområde är Costa Rica. Inga underarter finns listade i Catalogue of Life.